# Leonerasaurus
Leonerasaurus („Echse aus Leoneras-Formation“) ist eine basale (ursprüngliche) Gattung der sauropodomorphen Dinosaurier. 
Sie gehört zu den Fossilien, die allgemein als sogenannte Prosauropoden bekannt sind; diese Gruppe wird in der Wissenschaft aber kaum mehr verwendet. Bislang ist nur ein einziges Exemplar dieser Gattung bekannt, das aus der Chubut-Provinz in Zentral-Patagonien (Argentinien) stammt. 
Dieses Fossil, das als Art L. taquetrensis beschrieben wurde, stammt vermutlich aus dem Pliensbachium bis Toarcium oder oberen Sinemurium bis Toarcium, also den Unteren Jura. Allerdings kann die Fundformation auch älter sein, und in die Obertrias gehören.
Leonerasaurus ist im Allgemeinen ein typischer früher sauropodomorpher Dinosaurier, mit einem kleinen Kopf auf einem langen Hals, spatelförmigen Zähnen, deutlich kürzeren Vorderbeinen als Hinterbeinen und einem kräftigen Schwanz. Die Gesamtlänge des einzigen Fundes, eines nicht ganz ausgewachsenen Exemplars, lag wohl bei etwa 2,5 m. Allerdings sind im Sakrum (Kreuzbein) vier Wirbel verschmolzen, ein Merkmal, das bislang nur von „echten“ Sauropoden bekannt ist. Wie bereits Neubeschreibungen der vergangenen Jahre nahelegen, deutet dies auf eine stark durch Konvergenz geprägte Evolution der frühen Sauropodomorpha hin (d. h. Körpermerkmale entwickeln sich bei verschiedenen Arten auf Grund ähnlicher Bedingungen unabhängig, aber ähnlich).

## Beschreibung
Von Leonerasaurus ist bislang nur ein einziges, unvollständiges Exemplar bekannt. Ein Teil eines Kieferknochens, Zähne, Hals- und Rumpfwirbel, ein Kreuzbein, Teile des Schulter- und Beckengürtels sowie einige Knochen der Gliedmaßen wurden gefunden.

## Etymologie
Die Autoren geben an: Leoneras, als Bezug zur lithostratigraphischen Einheit, der Las-Leoneras-Formation, in der die Gattung gefunden wurde; saurus, „lizard“ ([Eid-]echse) (latinisiertes Griechisch). Der Artname taquetrensis bezieht sich auf die Sierras de Taquetrén, wo die Las-Leoneras-Formation im zentralen Patagonien ausstreicht.